# Městské muzeum a galerie (Svitavy)
Městské muzeum a galerie je příspěvková organizace založená městem Svitavy. Sídlí v budově Budigovy vily s adresou Máchová alej 1. Dříve naproti budově stála socha Mateřské lásky, která musela být při budování obchvatu náměstí přesunuta do parku Jana Palacha. V její blízkosti se také nachází Ottendorferova knihovna, ve které sídlí Muzeum esperanta.

## Stálé expozice
- Labyrint svitavských příběhů

- Historie prací techniky

- Oskar Schindler

- Svitavské vily

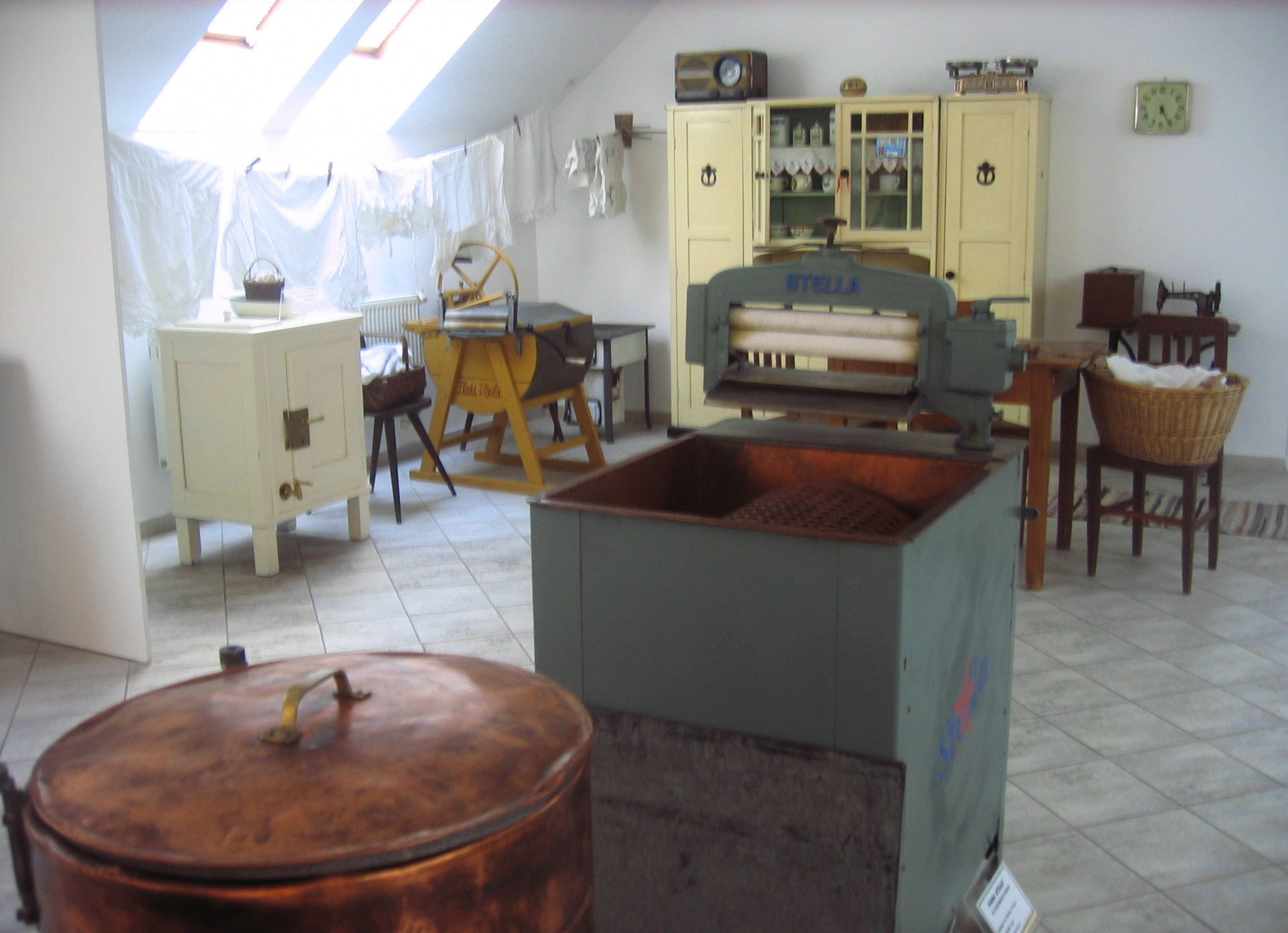
Unikátní expozice Historie prací techniky

- V. O. Ottendorfer (v interiéru Ottenforferova domu)

## Současnost
V muzeu jsou pořádány i krátkodobé výstavy, přednášky, koncerty, programy pro školy, workshopy pro děti a dospělé, Muzejní noc a další akce.